# Observatorul Wilhelm Foerster

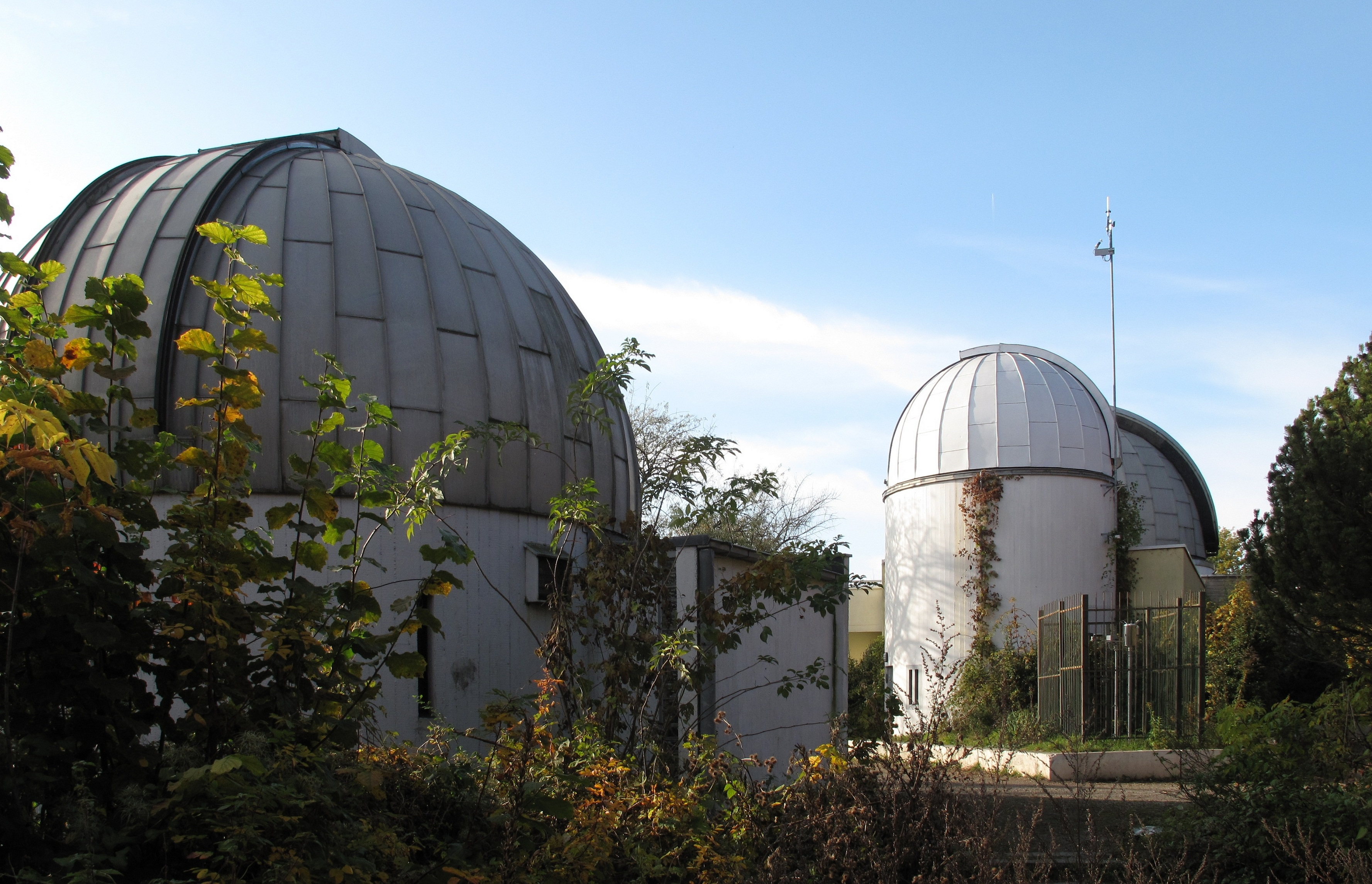
Observatorul Wilhelm-Foerster

Observatorul Wilhelm Foerster (în germană Wilhelm-Foerster-Sternwarte) din Berlin  este unul dintre cele mai mari observatoare publice.
Este situat în sectorul Tempelhof-Schöneberg din sudul Berlinului.

## Coordonate geografice
52° 27′ 27″ N, 13° 21′ 5″ ECoordonate: 52° 27′ 27″ N, 13° 21′ 5″ E